# 14. červenec
14. červenec je 195. den roku podle gregoriánského kalendáře (196. v přestupném roce). Do konce roku zbývá 170 dní. Svátek má Karolína.

## Události

### Česko
- 1420 – V bitvě na Vítkově husité, vedení Janem Žižkou, odrazili útok rakouských a míšeňských křižáků.
- 1902 – Byl vydán výnos o povinném hlášení výskytu tuberkulózy. Zároveň bylo třeba oznámit i přestěhování nemocného do jiného místa a ohlásit úmrtí na tuto nemoc. Výnos rovněž zakazoval za účelem prevence plivání na veřejných místech a do úřadů či bank měla být umístěna plivátka.[1]
- 1926 – T.G. Masaryk navštívil okres a město Rychnov nad Kněžnou.
- 1927 – Vydán zákon o organizaci politické správy, který znamenal zásadní územněsprávní reformu; základem rozdělení se staly země (Česká, Moravskoslezská, Slovenská a Podkarpatoruská).
- 1945 – V Praze zahájen manifestační sjezd českého učitelstva.
- 1968 – Zahájena dvoudenní schůzka představitelů Bulharska, Maďarska, Polska a SSSR ve Varšavě. Jejím tématem byla „kontrarevoluce“ v ČSSR, projednával se i otevřený dopis adresovaný KSČ (viz též Brežněvova doktrína).
- 2010 – Nákup Pandurů pro Českou republiku začal vyšetřovat společný tým českých a rakouských policistů.

### Svět

Dobytí Bastilly

- 1223 – Ludvík VIII. Francouzský se stal králem Francie.
- 1789 – Dobytím věznice Bastilla v Paříži byla zahájena Velká francouzská revoluce.
- 1865 – Na vrcholu Matterhornu stanula první horolezecká výprava Edwarda Whympera, z níž 4 zahynuli při sestupu.
- 1928 – Ve vietnamském městě Hue založili Novou Vietnamskou revoluční stranu, ze které vzešli pozdější vůdcové komunistické strany Vietnamu.
- 1933 – Gleichschaltung: V Německu byly zakázány všechny politické strany kromě NSDAP.
- 1938 – Howard Hughes nastavil nový světový rekord, když obletěl zeměkouli za 91 hodin.
- 1958 – V Iráku arabští nacionalisté svrhli monarchii, novým vůdcem se stal Abdul Karim Kásim.
- 1965 – Na svém průletu kolem Marsu získala sonda Mariner 4 první blízké fotografie jiné planety.
- 1969 – Mezi Hondurasem a Salvadorem vypukla čtyřdenní fotbalová válka, která si vyžádala okolo 2 100 obětí.
- 1993 – Nový formát pro komprimované digitální audio MP3.
- 2001 – Mezinárodní olympijský výbor zvolil Čínu jako pořadatele letních olympijských her pro rok 2008.
- 2002 – Francouzský prezident Jacques Chirac unikl pokusu o atentát.
- 2015 – Vesmírná sonda NASA New Horizons poprvé proletěla kolem trpasličí planety Pluto.
- 2016 – Při teroristickém útoku v Nice zahynulo 87 lidí a přes 100 dalších bylo zraněno během oslav Dne pádu Bastily.

## Narození
Viz též Kategorie:Narození 14. července — automatický abecedně řazený seznam.

### Česko

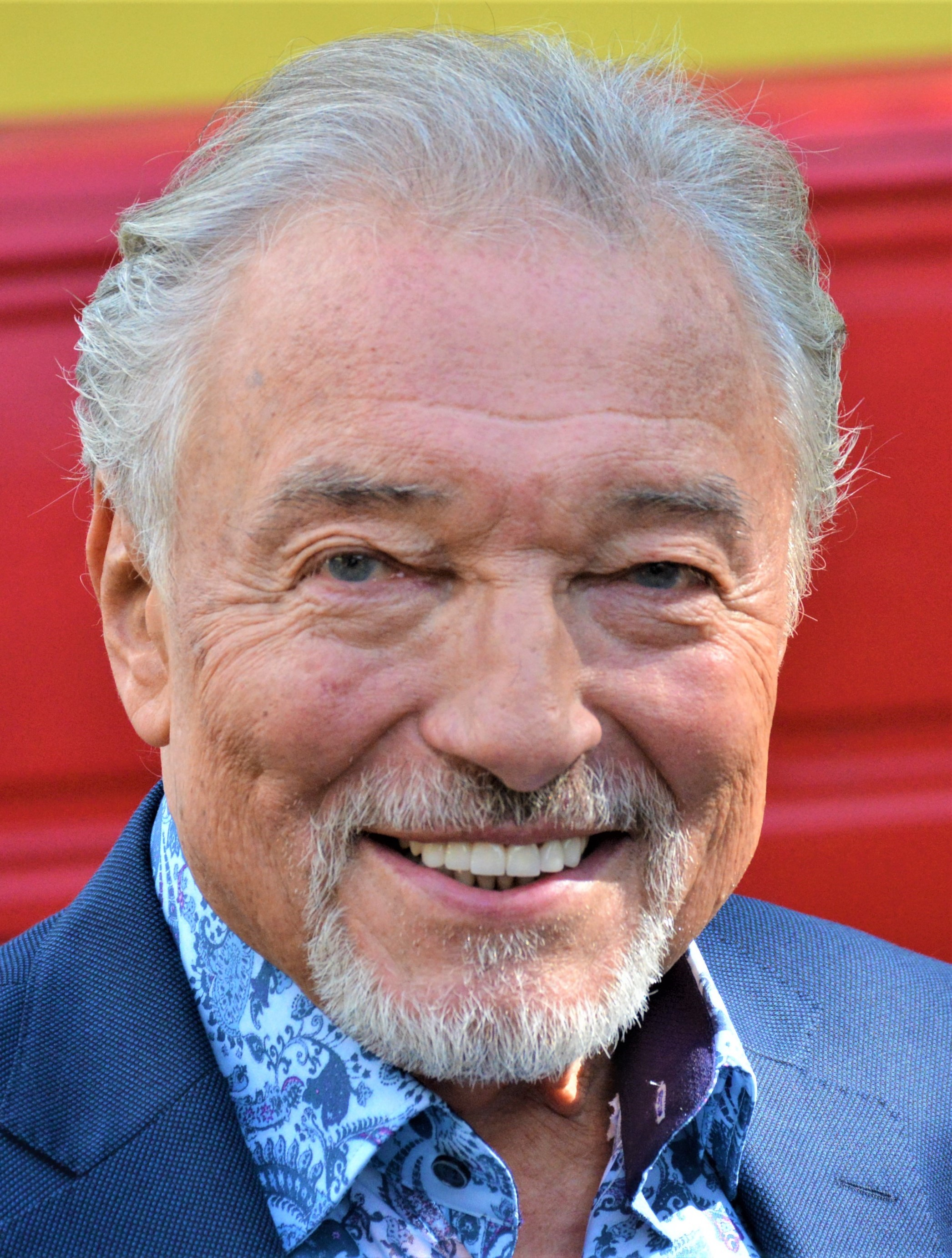
Karel Gott (* 1939)

- 1526 – Jáchym z Hradce, nejvyšší kancléř Království českého, rytíř Zlatého rouna († 12. prosince 1565)
- 1792 – Jakob Ginzel, malíř († 31. března 1862)
- 1813 – Čeněk Paclt, cestovatel († červen 1887)

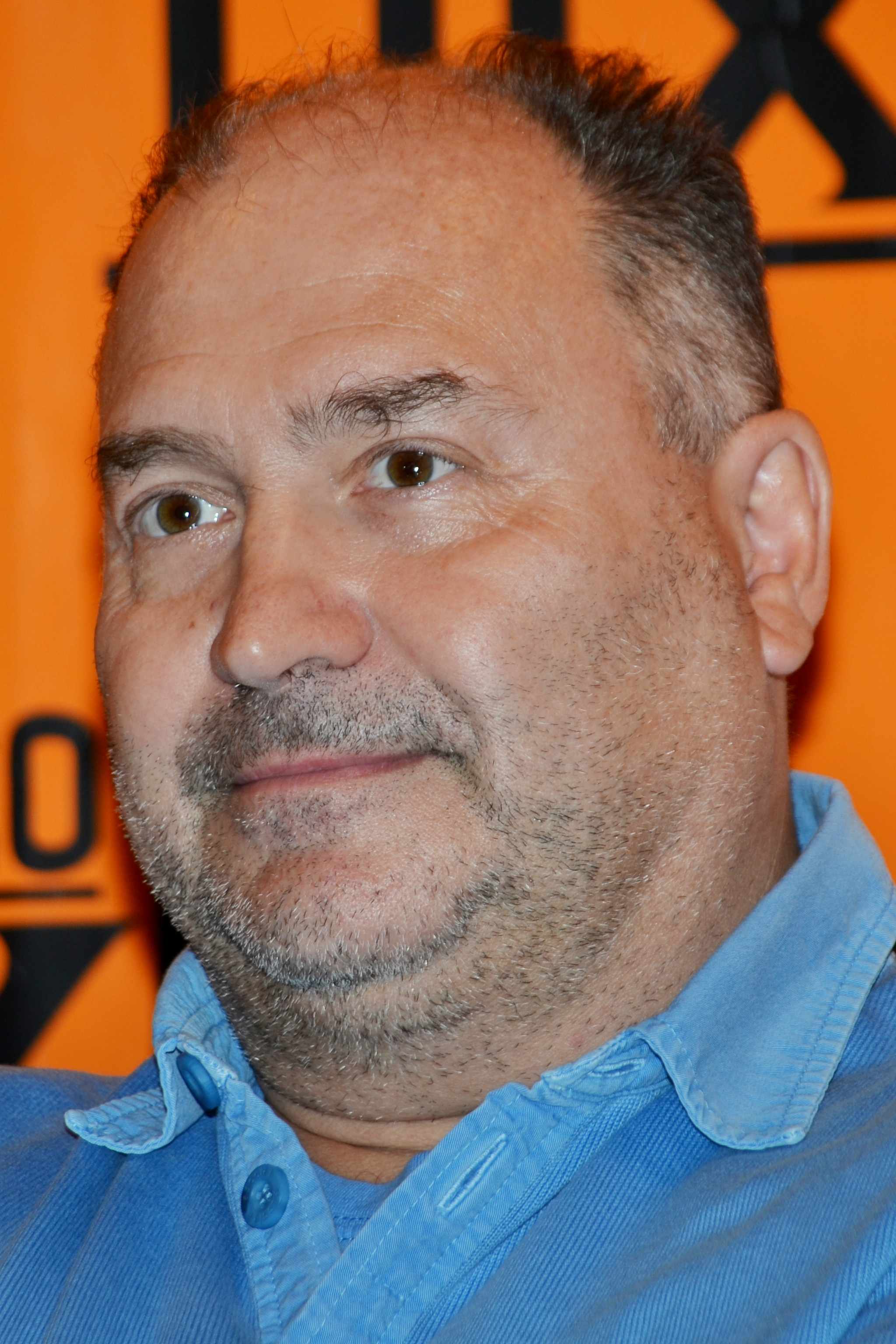
Michal David (1960)

- Michal David (1960)1823 – Antonín Viktor Barvitius, architekt († 20. července 1901)
- 1836 – Jindřich Hanuš Böhm, libretista, překladatel, divadelní a hudební kritik († 2. prosince 1916)
- 1846 – Jaroslav Goll, historik († 8. června 1929)
- 1855 – Jan Rataj, zemědělec a politik († 9. června 1915)
- 1862 – Jindřich Pavlíček, podnikatel a politik († 22. ledna 1935)
- 1877 – Ludvík Herzl, sochař, medailér a malíř († 17. dubna 1944)
- 1885 – Ernst Eckert, spisovatel, podnikatel a československý politik německé národnosti († 23. září 1952)
- 1888 – Bohumil Mathesius, literární vědec a překladatel († 2. června 1952)
- 1891 – Bohumil Borecký, legionář, důstojník čs. armády, odbojář a oběť komunismu († po r. 1950)
- 1894 – Emanuel Michal, geolog a seismolog († 18. dubna 1968)
- 1902
  - Josef Toufar, kněz, oběť komunistického pronásledování katolické církve v Československu († 25. února 1950)
  - Josef Šinovský, ostravský spisovatel († 12. února 1973)
- 1910
  - Helena Šmahelová, spisovatelka († 5. listopadu 1997)
  - František Vlček, scenárista († 14. září 1981)
- 1911 – Antonín Liška, český generál, pilot RAF, spisovatel († 3. prosince 1998)
- 1913 – Václav Škoda, komunistický politik († 2. října 1989)
- 1915 – Věra Kočvarová, zpěvačka a spoluzakladatelka Sester Allanových
- 1926 – Bohumil Gregor, dirigent († 4. listopadu 2005)
- 1929 – Rudolf Rohlíček, politik († 24. června 2009)
- 1930 – Michal Reiman, historik († 10. března 2023)
- 1938 – Jana Petrů, zpěvačka († 6. května 1990)
- 1939 – Karel Gott, zpěvák († 1. října 2019)
- 1951
  - Věra Kopecká, pedagožka, básnířka a překladatelka
  - Jan Suk, básník, esejista, literární kritik († 15. února 2025)
- 1956 – Vladimír Kulich, kanadský herec českého původu
- 1960 – Michal David, zpěvák a hudební skladatel
- 1964 – Roman Janál, operní zpěvák[2]
- 1969 – Jaroslav Sakala, skokan na lyžích
- 1977 – Věra Kotasová-Kostruhová, bouldristka
- 1987 – Michaela Hrbková, házenkářka

### Svět

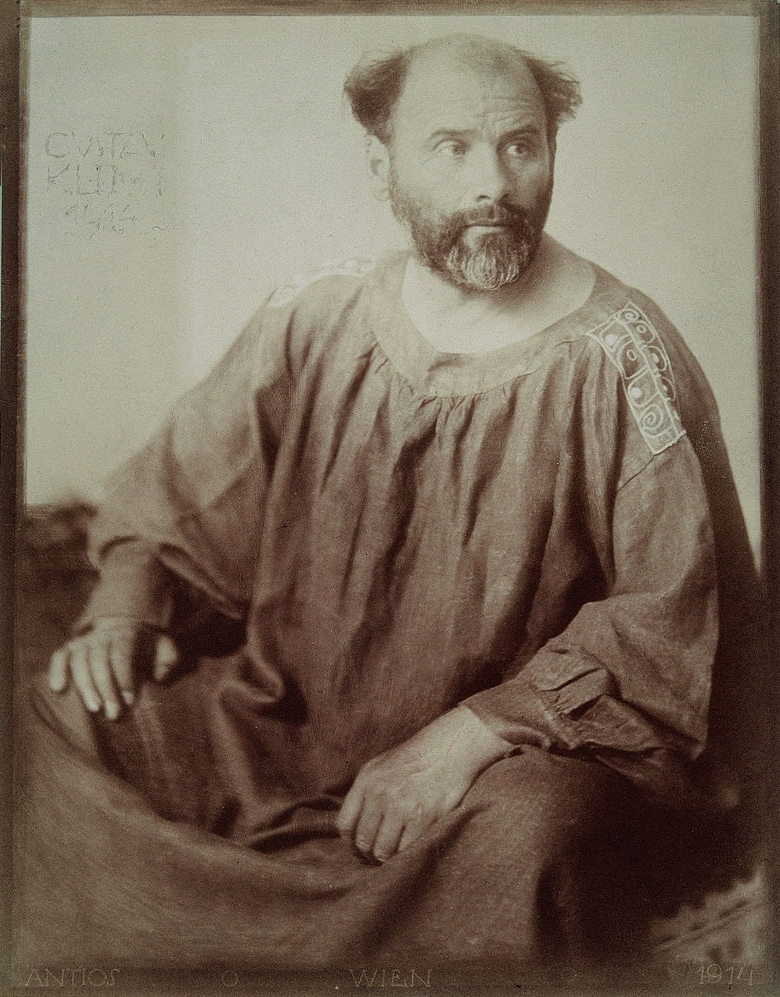
Gustav Klimt (* 1862)

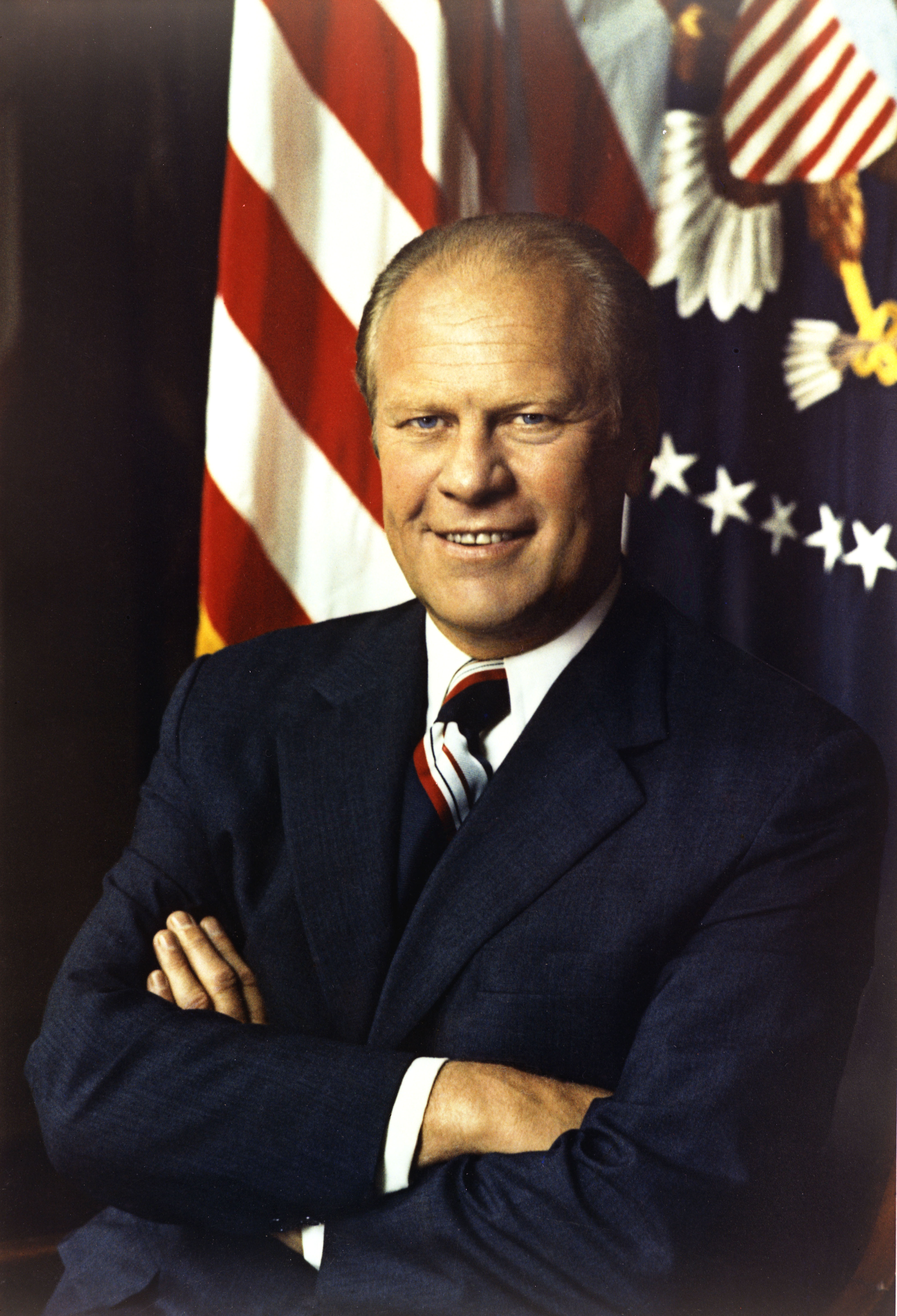
Gerald Ford (* 1913)

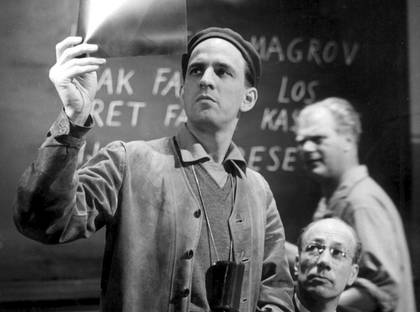
Ingmar Bergman (* 1918)

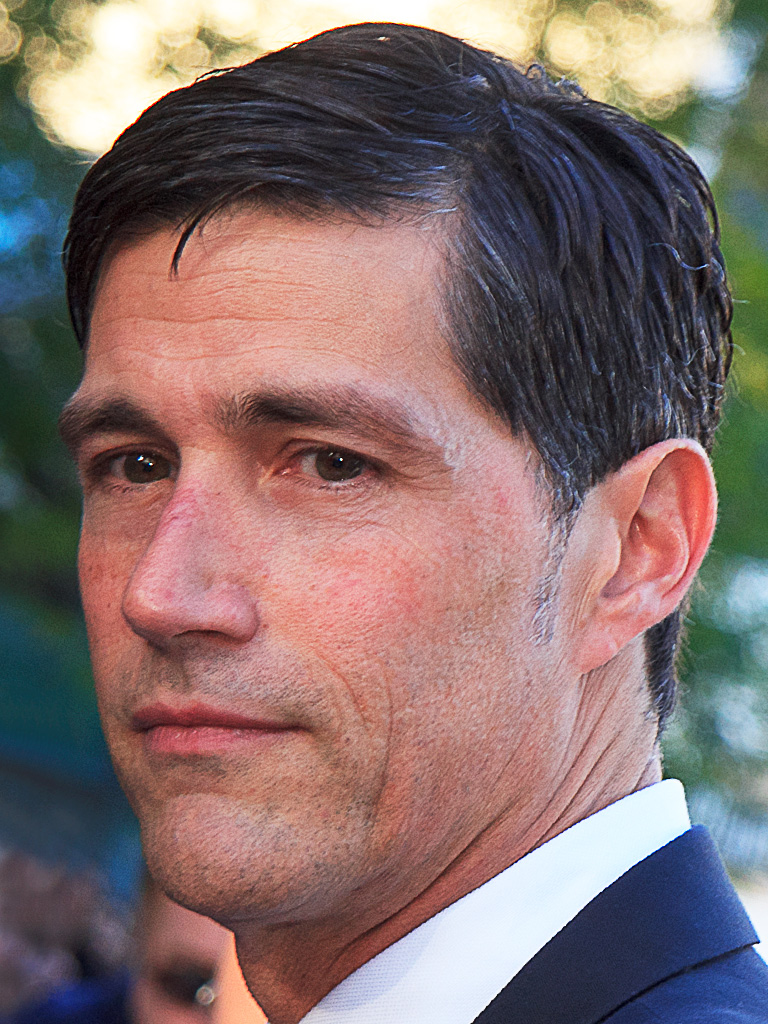
Matthew Fox (* 1966)

- 1602 – Jules Mazarin, francouzský kardinál a státník († 9. března 1661)
- 1610 – Ferdinand II. Medicejský, toskánský velkovévoda († 23. května 1670)
- 1638 – Antonio Franchi, italský malíř a teoretik umění baroka († 18. července 1709)
- 1699 – Filip Ludvík ze Sinzendorfu, biskup v Rábu a kníže-biskup Vratislavi († 28. září 1747)
- 1743
  - William Paley, anglický filozof († 25. května 1805)
  - Gavrila Romanovič Děržavin, ruský básník († 20. července 1816)
- 1771 – Karl Asmund Rudolphi, německý přírodovědec († 29. listopadu 1823)
- 1782 – Maxmilián Josef Rakouský-Este, rakouský specialista na dělostřelectvo a opevnění († 1. června 1863)
- 1793 – George Green, britský matematik a fyzik († 1841)
- 1798 – Alessandro Antonelli, italský architekt († 18. října 1888)
- 1816 – Arthur de Gobineau, francouzský spisovatel, rasista († 13. října 1882)
- 1829 – William Downey, anglický portrétní fotograf († 7. července 1915)
- 1830 – Henry Edward Bird, anglický šachový mistr a historik († 1908)
- 1831 – Aleksandr Hilferding, ruský slavista († 2. července 1872)
- 1834 – Theodor Haase, evangelický duchovní a liberální politik († 27. března 1909)
- 1850 – Karl Wilhelm von Dalla Torre, rakouský entomolog († 6. dubna 1928)
- 1853 – Eduard Kullmann, pachatel atentátu na Otto von Bismarcka († 16. březen 1892)
- 1858 – Emmeline Pankhurstová, britská politická aktivistka († 1928)
- 1860 – Owen Wister, americký právníka spisovatel († 21. července 1938)
- 1861 – August Harambašić, chorvatský básník a politik († 16. července 1911)
- 1862 – Gustav Klimt, rakouský malíř († 1918)
- 1866 – Milica Černohorská, černohorská princezna, ruská velkovévodkyně († 5. září 1951)
- 1868 – Gertrude Bellová, anglická archeoložka známá jako „nekorunovaná královna Iráku“ († 1926)
- 1874 – Abbás II. Hilmí, poslední egyptský chediv († 20. prosince 1944)
- 1888 – Kakuca Čolokašvili, gruzínský národní hrdina († 27. června 1930)
- 1889 – Ante Pavelić, chorvatský nacionalista († 28. prosince 1959)
- 1890 – Ossip Zadkine, sochař a grafik ruského původu († 25. listopadu 1967)
- 1894 – Dave Fleisher, americký režisér († 1979)
- 1895 – Frank Raymond Leavis, britský literární kritik († 14. dubna 1978)
- 1896 – Buenaventura Durruti, španělský anarchista a politik († 1936)
- 1898 – Harry Watson, kanadský hokejista, zlato na OH 1924 († 11. září 1957)
- 1903 – Irving Stone, americký spisovatel († 26. srpna 1989)
- 1907 – René Char, francouzský básník a odbojář († 19. února 1988)
- 1910 – William Hanna, americký animátor († 2001)
- 1911 – Pavel Prudnikau, běloruský básník a spisovatel († 16. března 2000)
- 1912
  - Northrop Frye, kanadský literární kritik († 23. ledna 1991)
  - Woody Guthrie, americký folkový písničkář († 3. října 1967)
- 1913 – Gerald Ford, americký prezident († 26. prosince 2006)
- 1916 – Natalia Ginzburgová, italská spisovatelka († 7. října 1991)
- 1918
  - Ingmar Bergman, švédský filmový a divadelní režisér, spisovatel a dramatik († 30. července 2007)
  - Jay Wright Forrester, americký vědec v oblasti kybernetiky
- 1919 – Lino Ventura, francouzský herec († 1987)
- 1920 – Paul Crauchet, francouzský herec († 19. prosince 2012)
- 1921
  - Leon Garfield, anglický spisovatel († 2. června 1996)
  - Geoffrey Wilkinson, britský chemik, držitel Nobelovy ceny († 1996)
- 1922 – Käbi Lareteiová, estonská klavíristka († 1. listopadu 2014)
- 1923 – Willie Steele, americký olympijský vítěz ve skoku do dálky († 19. září 1989)
- 1925 – Francisco Álvarez Martínez, španělský arcibiskup Toleda a kardinál
- 1926 – Harry Dean Stanton, americký herec († 15. září 2017)
- 1928 – Anna Kolesárová, slovenská mučednice čistoty († 22. listopadu 1944)
- 1930 – Sabu Martinez, americký hráč na konga († 1979)
- 1931 – Robert Stephens, britský filmový a divadelní herec († 12. srpna 1995)
- 1932
  - Markéta Bádenská, řecká a dánská princezna, jugoslávská šlechtična († 15. ledna 2013)
  - Arnon Gafni, izraelský ekonom, guvernér centrální banky († 13. srpna 2015)
- 1933
  - František, vévoda bavorský, Jeho královská výsost vévoda bavorský
  - Masae Kasaiová, japonská volejbalistka († 3. října 2013)
- 1934 – Lee Friedlander, americký novinářský fotograf
- 1935 – Eiči Negiši, japonský chemik a držitel Nobelovy ceny za chemii 2010 († 6. června 2021)
- 1936 – Robert Overmyer, americký astronaut († 22. března 1996)
- 1937 – Joširó Mori, předseda japonské vlády
- 1938
  - Moše Safdie, izraelsko-kanadský architekt a urbanista.
  - Lilian Malkina, česká herečka původem z estonské židovské rodiny
- 1939 – Peter Duryea, americký herec († 24. března 2013)
- 1942 – Javier Solana, španělský politik
- 1943 – Milan Markovič, slovenský humorista, herec, moderátor
- 1945
  - Jim Gordon, americký bubeník († 13. března 2023)
  - Marcela Laiferová, slovenská zpěvačka
- 1946 – Vlado Mallý, slovenský bubeník
- 1948
  - Peter Dinzelbacher, rakouský historik
  - Berhaneyesus Demerew Souraphiel, etiopský kardinál
- 1949 – Tojokazu Nomura, reprezentant Japonska v judu, olympijský vítěz
- 1951
  - Erich Hallhuber, německý herec († 17. září 2003)
  - Eva Kováčová, slovenská poetka († 2010)
- 1952
  - George Lewis, americký pozounista a hudební skladatel
  - Jeff Lindsay, americký dramatik a spisovatel detektivních románů
- 1956 – Bob Birch, americký baskytarista († 15. srpna 2012)
- 1958 – Sajpulla Absaidov, sovětský zápasník, olympijský vítěz
- 1966 – Matthew Fox, americký herec
- 1975 – Taboo, americký hudebník
- 1977 – Viktorie Švédská, švédská korunní princezna
- 1979 – Axel Teichmann, německý běžec na lyžích
- 1980 – George Smith, australský ragbista
- 1981 – Potito Starace, italský tenista
- 1983 – Igor Andrejev, ruský tenista
- 1984 – Mamuka Gorgodze, gruzínský ragbista
- 1985 – Eden Caleová, americká herečka a režisérka, dcera Johna Calea
- 1988 – Conor McGregor, irský bojovník ve smíšených bojových uměních
- 1994 – Serge Gnabry, německý fotbalista
- 2002 – Davit Niniašvili, gruzínský ragbista

## Úmrtí

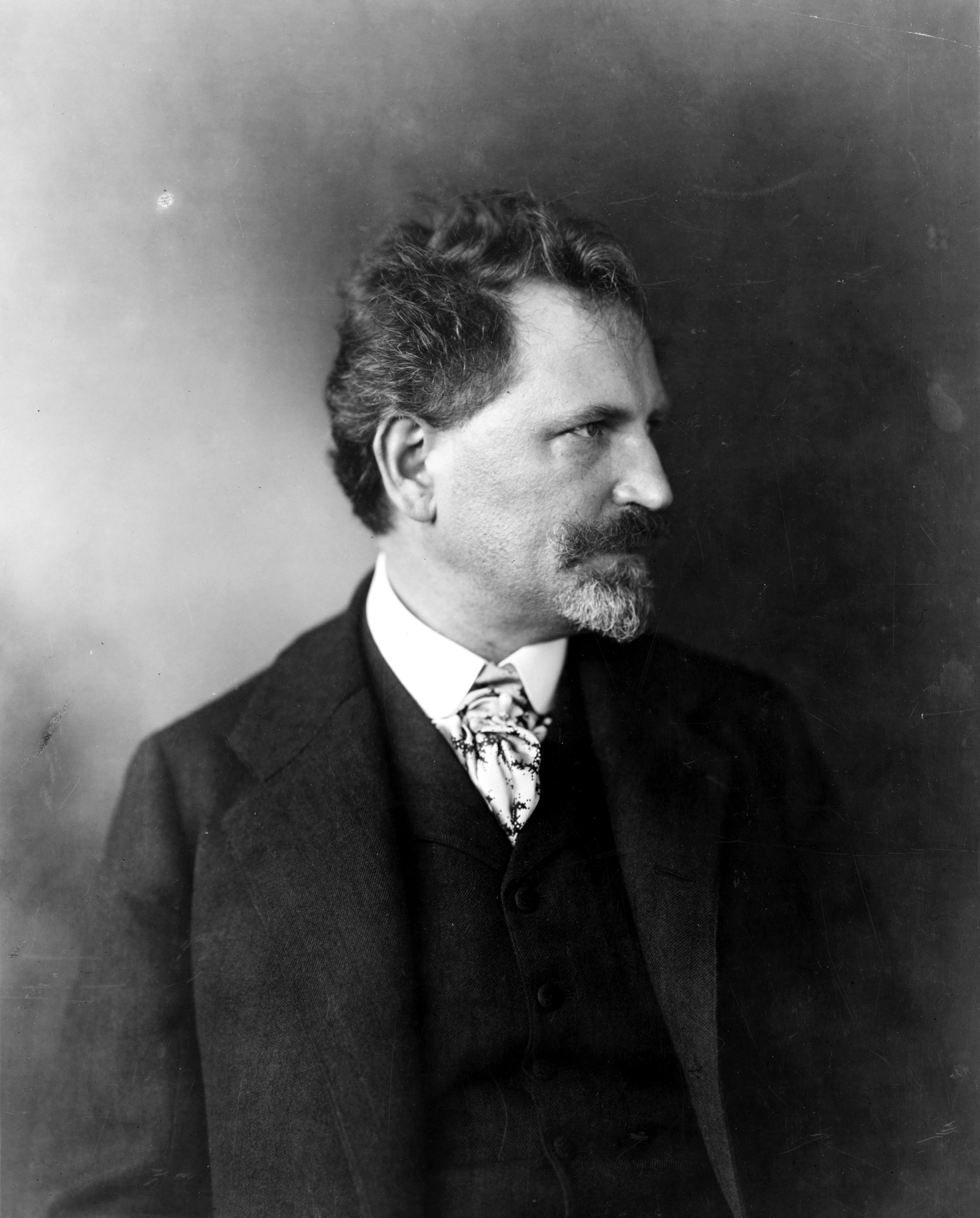
Alfons Mucha († 1939)

Viz též Kategorie:Úmrtí 14. července — automatický abecedně řazený seznam.

### Česko
- 1217 – Hroznata, šlechtic a mučedník (* kolem 1170)
- 1535 – Zdeněk Lev z Rožmitálu, šlechtic (* asi 1460)
- 1679 – Giovanni Domenico Orsi, barokní stavitel italského původu (* 1633 nebo 1634)
- 1766 – František Maxmilián Kaňka, barokní architekt a stavitel (* 19. srpna 1674)
- 1807 – Karel Rafael Ungar, kněz a knihovník (* 12. dubna 1744)
- 1871 – Václav Šolc, básník (* 23. prosinec 1838)
- 1887 – František Stejskal-Lažanský, novinář, spisovatel a překladatel (* 1844)
- 1898 – Emanuel Kovář, lingvista a etnograf (* 12. ledna 1861)
- 1932 – Václav Novotný, historik (* 5. září 1869)
- 1939 – Alfons Mucha, malíř (* 24. července 1860)
- 1940
  - Růžena Jesenská, spisovatelka (* 17. června 1863)
  - Jozef Miškovský, novinář, spisovatel, nakladatel a historik (* 10. března 1859)
- 1941 – Ferdinand Scheinost, sportovní funkcionář a novinář (* 7. prosince 1889)
- 1944 – Josef Bedřich Cinibulk, učitel, vlastenec a propagátor turistiky (* 18. dubna 1876)
- 1963 – Leonard Rotter, sochař a malíř (* 14. září 1895)
- 1964 – Jaroslav Eminger, generál (* 4. června 1886)
- 1965 – Jan Květ, historik umění (* 8. května 1896)
- 1968
  - Jindřich Kumpošt, architekt a urbanista (* 12. července 1891)
  - Otakar Fischer, ministr vnitra Protektorátu Čechy a Morava (* 15. května 1884)
- 1972 – Vilém Stanovský, divizní generál čs. Letectva, oběť komunismu (* 27. března 1896)
- 1973 – Otakar Odložilík, historik (* 12. ledna 1899)
- 1996 – Jan Bedřich, hudební skladatel, varhaník a dirigent (* 16. prosince 1932)
- 1998 – Miroslav Holub, básník (* 13. září 1923)
- 2003 – Jiří Dolana, hokejový reprezentant (* 16. března 1937)
- 2008 – Pavel Machonin, sociolog (* 6. června 1927)
- 2010 – Václav Roubíček, rektor Vysoké školy báňské a politik (* 1. března 1944)
- 2011 – František Kyncl, malíř a sochař (* 21. listopadu 1934)
- 2015 – Jaroslav Opat, filozof a historik (* 11. dubna 1924)
- 2020 – Jindřich Kabát, spisovatel, psycholog a první ministr kultury ČR (* 24. dubna 1953)

### Svět

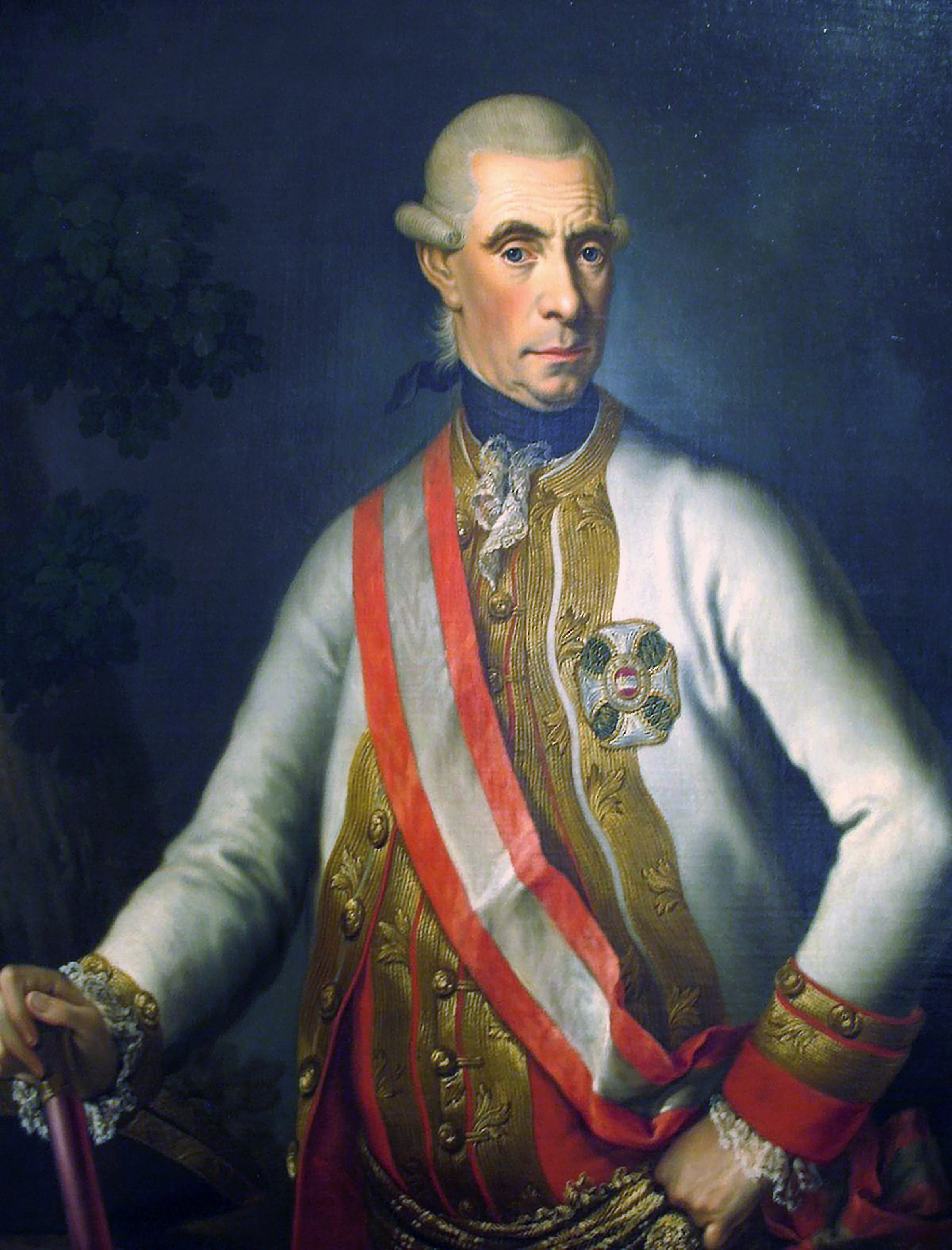
Ernst Gideon von Laudon († 1790)

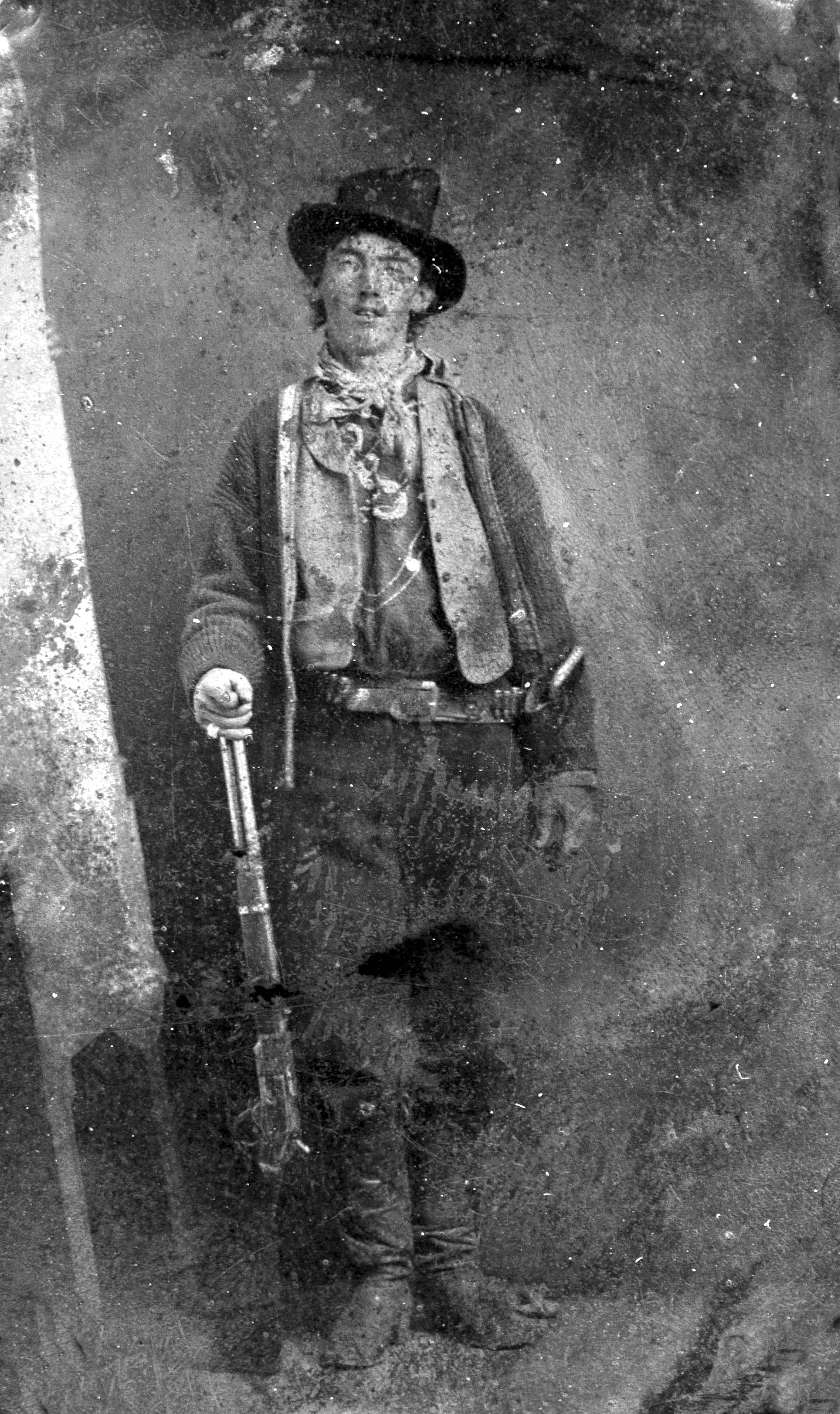
Billy the Kid († 1881)

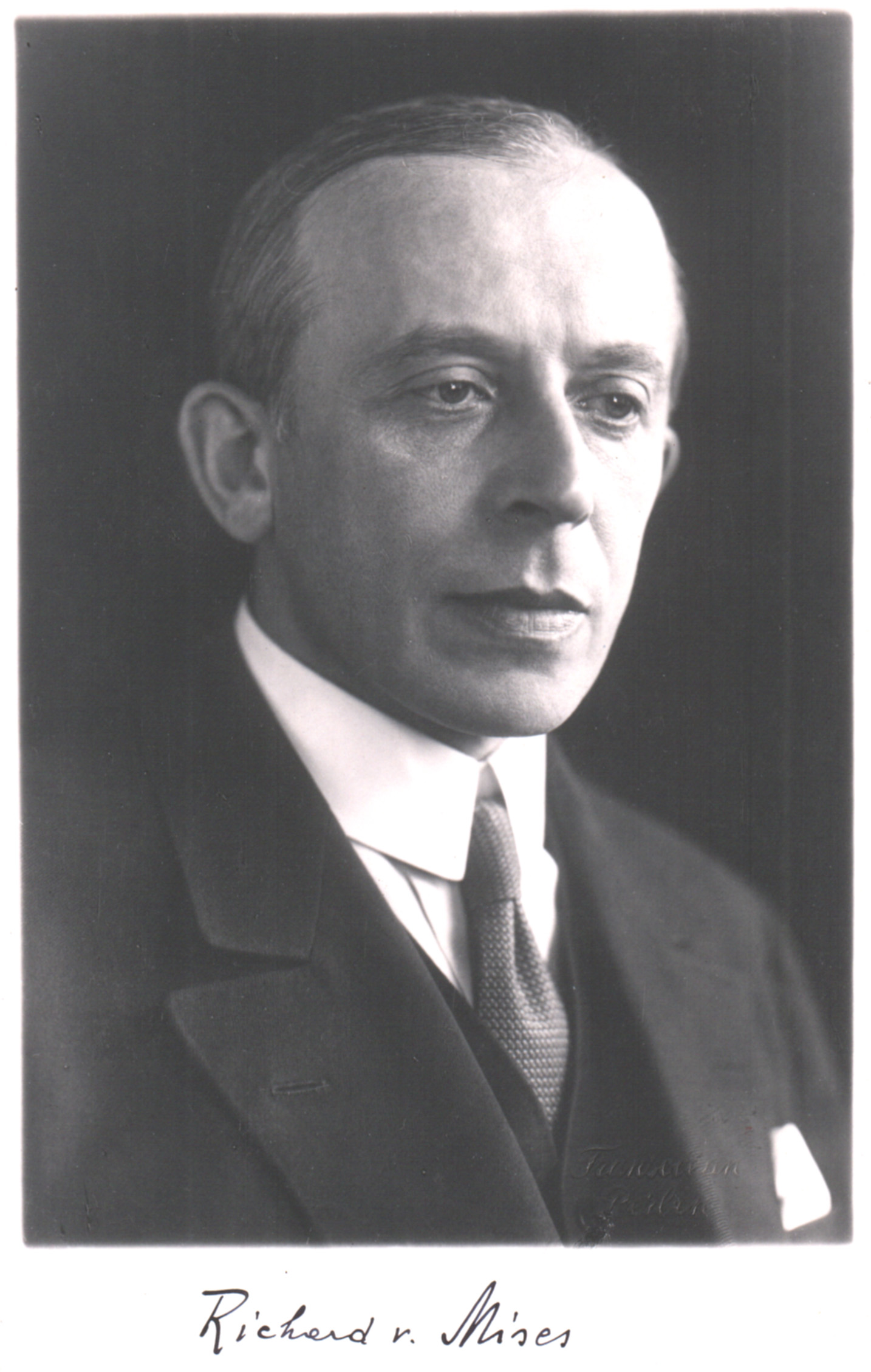
Richard von Mises († 1953)

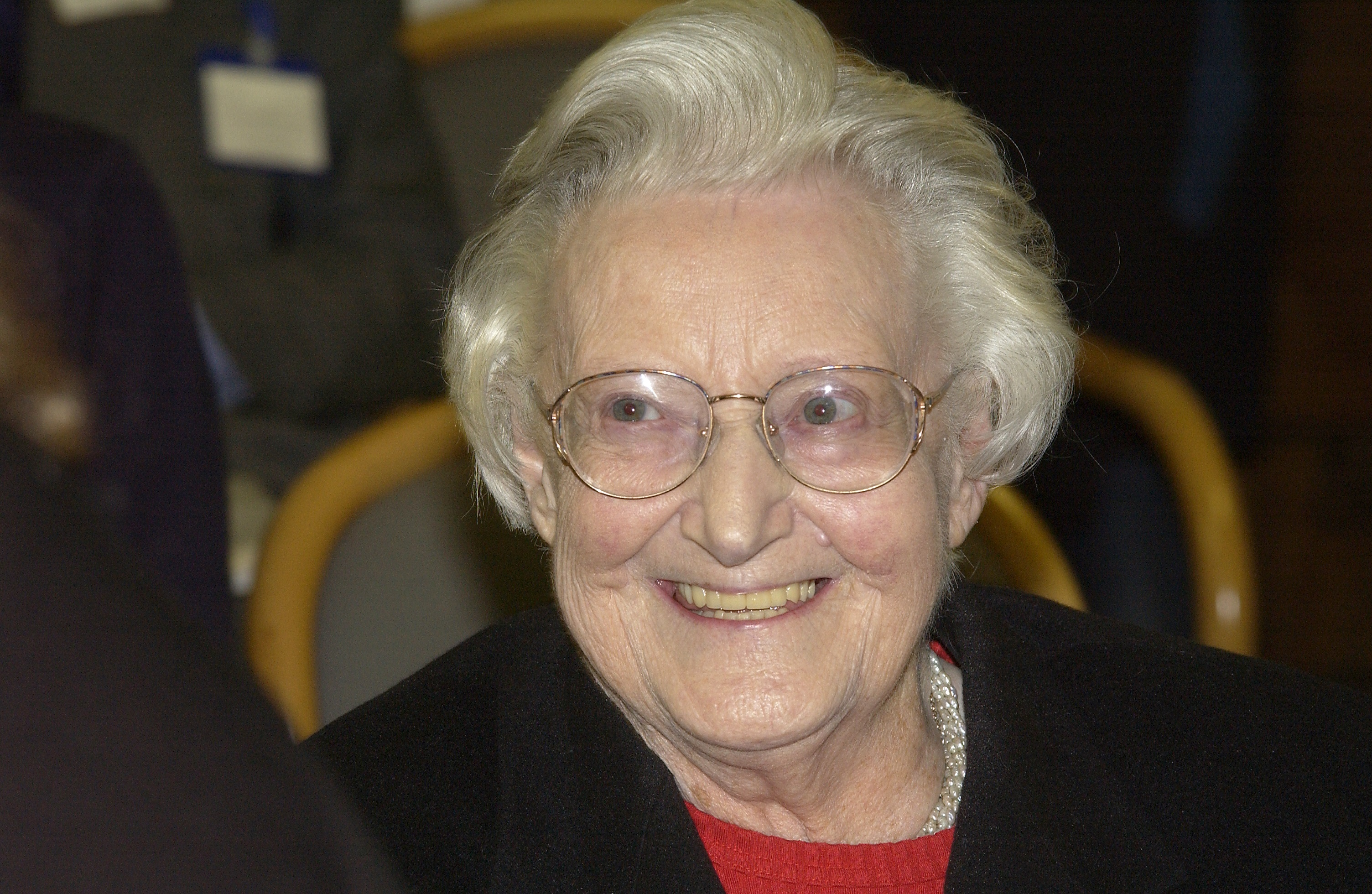
Cicely Saundersová († 2005)

- 0937 – Arnulf Bavorský, bavorský vévoda
- 1093 – Ulrich von Zell, mnich, náboženský reformátor (* 1029)
- 1223 – Filip II. August, francouzský král (* 1165)
- 1277 – Humbert z Romans, pátý generál dominikánského řádu (* 1194)
- 1427 – Stefan Lazarević, srbský vládce (* 1377)
- 1610 – Svatý František Solano, španělský misionář v Jižní Americe (* 10. března 1549)
- 1614 – Kamil de Lellis, italský katolický světec, kněz a zakladatel řádu kamilliánů (* 1550)
- 1704 – Žofie Alexejevna, ruská regentka (* 27. září 1657)
- 1790 – Ernst Gideon von Laudon, rakouský vojevůdce (* 1716 nebo 1717)
- 1791 – Joseph Gärtner, německý lékař a botanik (* 12. března 1732)
- 1801 – Lorenzo Mascheroni, italský básník a matematik (* 13. května 1750)
- 1824 – Kamehameha II., havajský král (* 1797)
- 1827 – Augustin-Jean Fresnel, francouzský fyzik (* 1788)
- 1849 – François Hubert Prume, belgický houslista a skladatel (* 3. června 1816)
- 1877 – Richard Davies, velšský básník (* 10. ledna 1833)
- 1881 – Billy the Kid, americký psanec (* 23. listopadu 1859)
- 1883 – Heinrich Ferstel, rakouský architekt (* 7. července 1822)
- 1885 – Ernest Hello, francouzský katolický spisovatel, překladatel a filosof (* 4. listopadu 1828)
- 1887
  - Alfred Krupp, německý továrník (* 1812)
  - František Stejskal-Lažanský, vídeňský český novinář (* 1844)
- 1903 – Josef Stummer, předlitavský státní úředník a politik (* 28. září 1834)
- 1904 – Paul Kruger, búrský politik a prezident Transvaalu (* 10. října 1825)
- 1905 – Janko Veselinović, srbský učitel, dramaturg a spisovatel (* 1. května 1862)
- 1910 – Marius Petipa, francouzský tanečník a choreograf (* 11. března 1818)
- 1922 – Simon Ter-Petrosjan, gruzínský bolševik (* 15. července 1882)
- 1926 – Charles A. Coffin, první prezident společnosti General Electric (* 31. prosince 1844)
- 1927 – Fritz Hofmann, německý atlet a gymnasta, dvojnásobný olympijský vítěz 1896 (* 1871)
- 1936 – Dhan Gopal Mukerdží, indický spisovatel (* 6. července 1890)
- 1942 – Sébastien Faure, francouzský anarchista, volnomyšlenkář (* 6. ledna 1858)
- 1947 – Albert Marquet, francouzský malíř (* 27. března 1875)
- 1953 – Richard von Mises, rakouský matematik a fyzik (* 19. dubna 1883)
- 1954 – Jacinto Benavente, španělský dramatik a básník, nositel Nobelovy ceny za literaturu (* 1866)
- 1955 – Vladimir Bonč-Brujevič, ruský bolševický žurnalista a spisovatel (* 16. června 1873)
- 1956 – John Wishart, skotský statistik (* 28. listopadu 1898)
- 1958 – Fajsal II., irácký král (* 1935)
- 1960
  - Alice Manfield, horská průvodkyně a fotografka (* 1878)
  - Józef Haller de Hallenburg, polský generál (* 13. srpna 1873)
- 1965 – Adlai Stevenson, americký politik, guvernér státu Illinois (* 5. února 1900)
- 1967 – Alojz Gradnik, slovinský básník, soudce a překladatel (* 3. srpna 1882)
- 1968 – Konstantin Paustovskij, ruský a sovětský spisovatel (* 31. května 1892)
- 1969 – Ernie Farrow, americký kontrabasista (* 13. listopadu 1928)
- 1973 – Clarence White, americký hudebník (* 7. června 1944)
- 1976 – Cvija Lubetkinová, vůdčí osobnost polské Židovská bojové organizace (* 9. listopadu 1914)
- 1977 – Joan Evansová, anglická historička umění (* 22. června 1893)
- 1983 – Bruno Restel, provinciál České provincie Tovaryšstva Ježíšova (* 4. října 1900)
- 1985 – Gustav René Hocke, německý žurnalista, historik kultury (* 1. března 1908)
- 1987 – William Stuart-Houston, nevlastní synovec Adolfa Hitlera (* 12. března 1911)
- 1994 – Robert Jungk, rakouský futurolog (* 11. května 1913)
- 2003 – Compay Segundo, kubánský skladatel, kytarista a zpěvák (* 1907)
- 2005
  - Tilly Fleischerová, německá olympijská vítězka v hodu oštěpem (* 2. října 1911)
  - Cicely Saundersová, anglická lékařka, spisovatelka, zakladatelka hospicového hnutí (* 22. června 1918)
- 2010 – Charles Mackerras, britský dirigent, znalec české hudby (* 17. listopadu 1925)
- 2012 – Victor Gaskin, americký jazzový kontrabasista (* 23. listopadu 1934)
- 2016 – Péter Esterházy, maďarský spisovatel a esejista (* 14. dubna 1950)
- 2017 – Marjam Mírzácháníová, íránská profesorka matematiky, první žena oceněna Fieldsovou medailí (* 3. května 1977)
- 2021 – Christian Boltanski, francouzský sochař a fotograf (* 6. září 1944)
- 2022 – Ivana Trumpová, bývalá manželka amerického prezidenta Donalda Trumpa (* 20. února 1949)

## Svátky

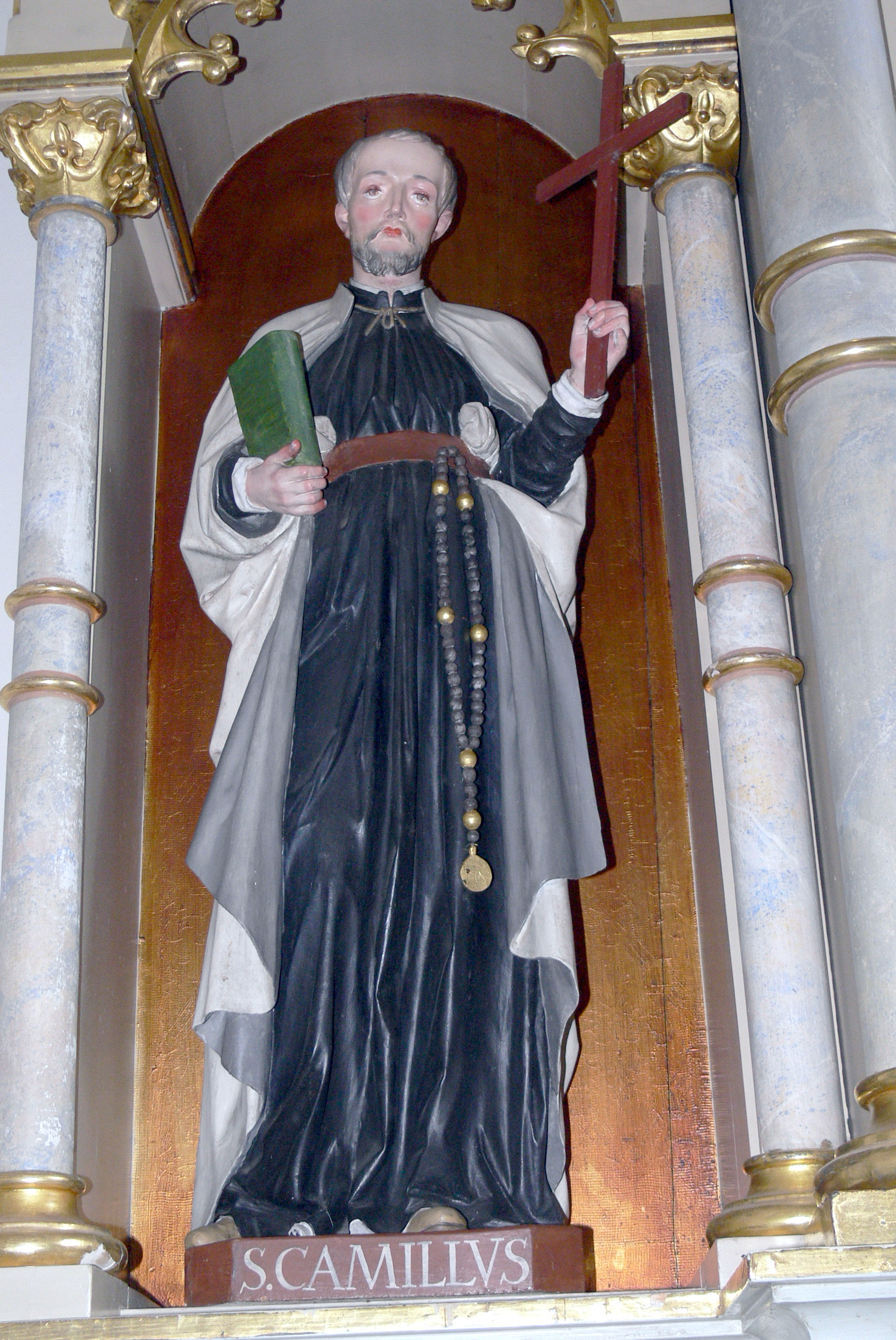
Socha Sv. Kamil de Lellis

### Česko
- Karolína, Karla
- Lota, Šarlota
- Socialistický kalendář: Den stavbařů

### Svět
- Světový den alternativ ke spalovnám
- Francie a její dependence: Dobytí Bastily (1789)
- Irák: Národní den
- Kiribati: 3. den svátku nezávislosti (1979)
- Švédsko: Narozeniny korunní princezny Viktorie (1977)
- Senegal: Den africké komunity
- Írán: Jmenování proroka

### Liturgický kalendář
- Sv. Kamil de Lellis
- Blahoslavený Hroznata

## Pranostiky

### Česko
- O svatém Kamilu, slunce má největší sílu.